# Včelár
Včelár este o arie protejată (arie specială de conservare — SAC, sit de importanță comunitară — SCI) din Slovacia întinsă pe o suprafață de 19,36 ha, integral pe uscat.

## Localizare
Centrul sitului Včelár este situat la coordonatele 48°27′02″N 18°28′39″E / 48.450673°N 18.477479°E.

## Înființare
Situl Včelár a fost declarat sit de importanță comunitară în septembrie 2015 pentru a proteja 1 specie de plante și 1 specie de animale. Situl a fost protejat și ca arie specială de conservare în octombrie 2017.

## Biodiversitate
Situată în ecoregiunea alpină, aria protejată conține 5 habitate naturale: Păduri panonice cu Quercus pubescens, Păduri panonice cu Quercus petraea și Carpinus betulus, Pajiști stepice subpanonice, Roci stâncoase cu vegetație pionieră de Sedo-Scleranthion sau Sedo albi-Veronicion dillenii, Pante stâncoase silicioase cu vegetație casmofită.
La baza desemnării sitului se află mai multe specii protejate:
- plante (1): sisinei (Pulsatilla grandis)
- mamifere (1): liliac comun (Myotis myotis)